# Руцолино (Месина)
Руцолино је насеље у Италији у округу Месина, региону Сицилија.
Према процени из 2011. у насељу је живело 122 становника. Насеље се налази на надморској висини од 454 м.